# Claes van Beresteyn
Claes van Beresteyn of Nicolaes van Beresteijn (Haarlem, 1617/1627/1637 - aldaar, 1684) was een Nederlands kunstschilder uit de Nederlandse Gouden Eeuw, bekend om zijn landschappen. In Haarlem is het Hofje Codde en Van Beresteijn naar hem vernoemd.

## Biografie
Van Beresteyn werd als jongste kind geboren in een gezin met zes kinderen. Zijn vader was de Haarlemse pensionaris Paulus van Beresteyn. Zijn moeder Catharina van der Eem, de derde vrouw van Paulus. Aan een familieportret uit 1630, toegekend aan Pieter Soutman is later (ca. 1635) aan de rechterzijde een deel toegevoegd met het kinderportret van Claes. Op 5 januari 1644 werd hij lid van het Haarlemse Sint-Lucasgilde. Hij was een leerling van Salomon de Bray en legde zich toe op etsen en schilderen. Zijn zuster Elisabeth trouwde met de kunstschilder Pieter Cornelisz. Verbeeck. Ook hij maakte een portret van Claes. Zijn broer Arnold was als kunstschilder leerling van Willem Claeszoon Heda. Arnold sterft echter jong. Er zijn geen werken van hem bekend.
Van Beresteyn is nooit getrouwd en woonde tijdens zijn leven in het ouderlijk huis aan de Zijlstraat in Haarlem. Op 18 juni 1677 maakte hij zijn testament op bij notaris Gellinckhuizen. In het testament werd opgenomen dat een hofje voor 12 katholieke oudere vrouwen gebouwd moest worden. In 1684 werd dit uitgevoerd.
Claes van Beresteyn stierf op 5 maart 1684. Ondanks zijn katholieke geloof werd hij op 10 maart 1684 begraven in de Sint-Bavokerk van Haarlem.

## Werk
Claes van Beresteyn schilderde landschappen in de stijl van Cornelis Vroom en Adriaen Hendriksz Verboom. Daarnaast schilderde hij ruiters. Volgens het Nederlands Instituut voor Kunstgeschiedenis werd hij beïnvloed door Jacob van Ruisdael.

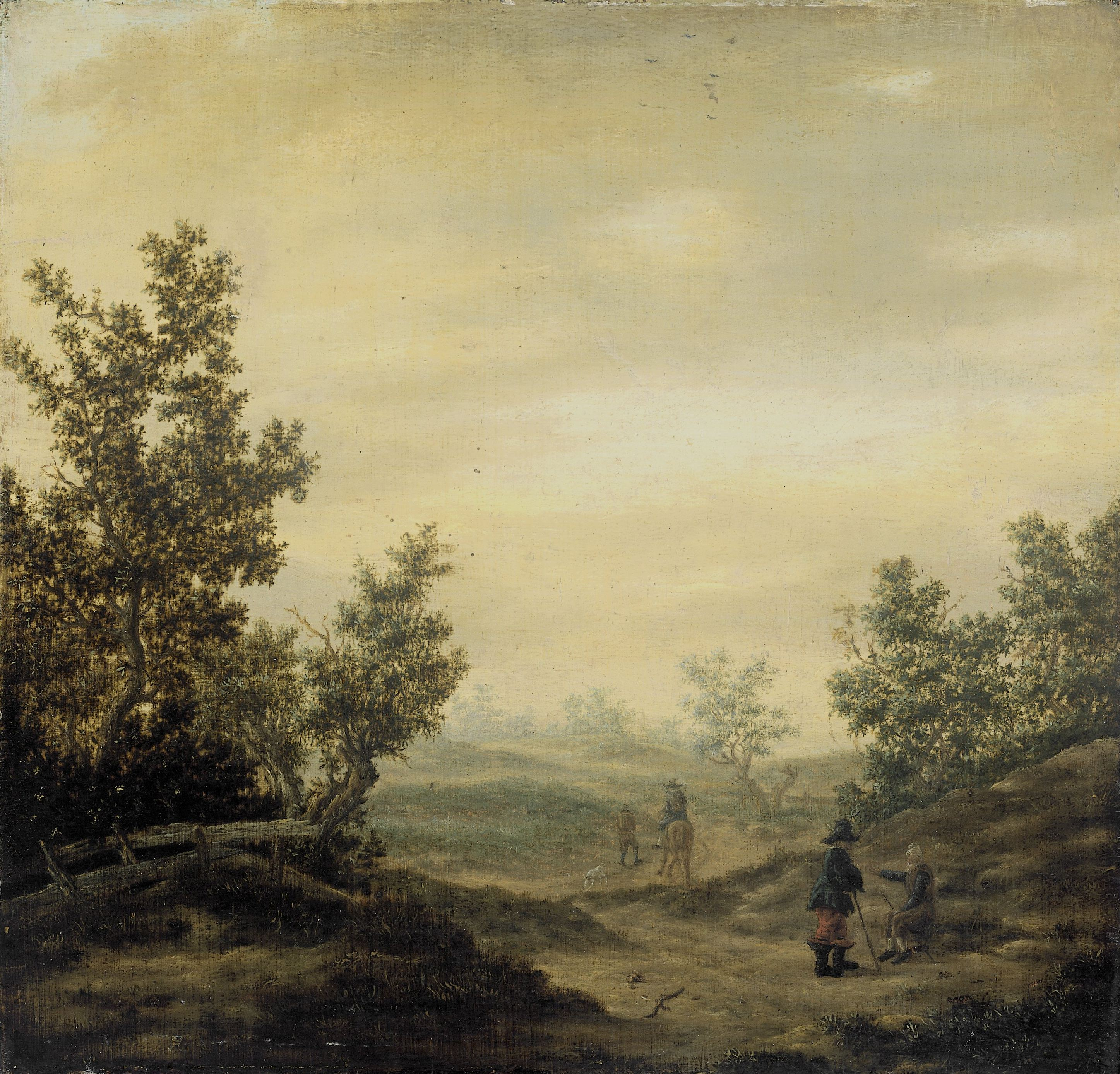
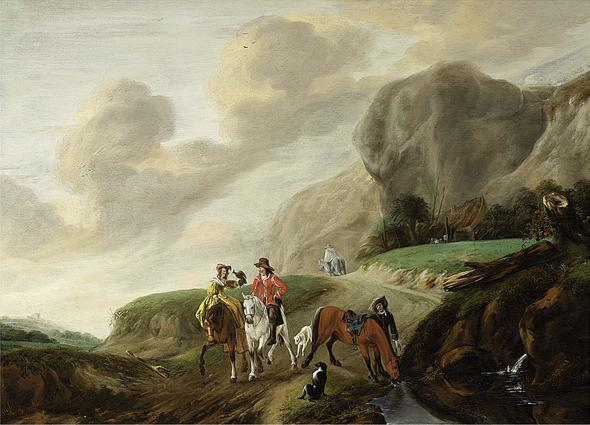